# Abu Nuwas (krater)
Abu Nuwas är en nedslagskrater på planeten Merkurius, med en diameter på ungefär 117 kilometer.
1976 uppkallades kratern efter den arabiske poeten Abu Nuwas.